# John Givens
John W. Givens jr. (McHenry, 12 maggio 1926 – Louisville, 8 dicembre 2009) è stato un cestista e allenatore di pallacanestro statunitense.

## Carriera
Venne selezionato dai Rochester Royals al sesto giro del Draft NBA 1950 (67ª scelta assoluta).
Dopo aver giocato con i Sheboygan Red Skins in National Professional Basketball League, decise di lasciare la carriera di giocatore, dedicandosi a quella di allenatore. Guidò numerose squadre di high school e di college, ma il punto più alto della sua carriera fu nel 1967, anno in cui divenne il primo allenatore nella storia dei neonati Kentucky Colonels, squadra dell'American Basketball Association e dopo solo 17 partite diventa il primo allenatore esonerato della storia dell'ABA..